# 斯蒂法诺·利利帕利
斯蒂法诺·利利帕利（Stefano Jantje Lilipaly，1990年1月10日—）是一名印度尼西亞职业足球运动员，目前效力於印尼甲組聯賽的俱乐部，他也是印度尼西亞國家足球隊隊員，他在場上的位置是边锋以及前锋。 

## 个人生活
斯蒂法诺·利利帕利的父亲是有摩鹿加人血统的印度尼西亚人，他的母亲是荷兰人。斯蒂法诺·利利帕利出生于荷兰，曾代表荷蘭青年隊參加比賽。他於2013年首次代表印度尼西亞國家足球隊參加比賽。